# 2011 au Togo
Cet article présente les faits marquants de l'année 2011 au Togo.

## Évènements
- Jeudi 17 mars 2011 : une  manifestation de l'opposition  à Lomé contre un projet de loi qui restreindrait le droit à manifester a été dispersé par la gendarmerie. L’ANC de Jean-Pierre Fabre a demandé le retrait « pur et simple » de ce projet et a appelé la population à se « mobiliser massivement pour faire échec à la volonté du gouvernement de recourir à des lois scélérates pour consolider la dictature en supprimant tous les espaces de liberté conquis de haute lutte par le peuple togolais au cours des deux dernières décennies »[1].

- Vendredi 6 mai 2011 : un accident de car de ligne (Ouagadougou > Lomé) fait 26 morts et 46 blessés à Amoutchou (135 km au nord de Lomé)[2].

- Lundi 9 mai 2011 : des vents violents ont fait chaviré 7 barques sur le lac Togo faisant 36 morts tous originaires du village de Togo-Komé (40 km à l'est de Lomé)[3].

- Jeudi 12 mai 2011 : le ministre de l’Économie et des Finances Adji Ayassor annonce que la France a annulé la totalité de la dette contractée par le Togo, soit 101,1 millions d’euros dans le cadre de la mise en œuvre des recommandations du Club de Paris. L'assouplissement budgétaire apporté « par l’annulation de cette dette sera utilisée de la manière la plus efficiente possible pour créer les conditions d’une croissance économique forte et durable susceptible de réduire sensiblement la pauvreté »[4].